# Stanislav Pozdneakov
Stanislav Pozdneakov (rusă Станислав Алексеевич Поздняков; n. 27 septembrie 1973, Novosibirsk, RSFS Rusă, URSS) este un fost scrimer rus specializat pe sabie. Este considerat ca cel mai bun sabrer la sfârșitul anilor 1990 și începutul anilor 2000.

## Carieră
A început să practice scrima cu antrenorul Boris Pisețki, care l-a pregătit pe el în toată cariera. A fost campion olimpic la 1996 Atlanta, cvintuplu campion mondial și cvintuplu campion european. Cu Echipa Unificată, apoi echipa Rusiei, a fost cvadruplu campion olimpic, cvintuplu campion mondial și octuplu campion european. Pentru performanțele sale a
fost distins cu titlul de „maestru emerit al sportului” în anul 1996.
S-a retras din activitatea sportivă în anul 2008 după Jocurile Olimpice de la Beijing. A devenit Director tehnic al echipelor naționale ruse pentru toate cele trei arme, masculine și feminine. Din 2009 este vicepreședinte al Federației Ruse de Scrimă și, din 2012, vicepreședinte Federației Internaționale de Scrimă. ïn 2014 a fost inclus în Hall of Fame-ul scrimei de către FIE. În 2016 a fost ales președintele Confederației Europene de Scrimă.
În anul 2005 a fost ales în Adunarea Legislativă a regiunii Novosibirsk. Este căsătorit și are doi copii.

## Legături externe
Materiale media legate de Stanislav Pozdneakov la Wikimedia Commons
- Biografia la Federația Rusă de Scrimă
- Prezentare Arhivat în 3 ianuarie 2015, la Wayback Machine. la Confederația Europeană de Scrimă
- en Stanislav Pozdneakov la Olympedia.org